# Харлупя-Велика
Харлупя-Велика (пол. Charłupia Wielka) — село в Польщі, у гміні Врублев Серадзького повіту Лодзинського воєводства.
Населення — 376 осіб (2011).
У 1975-1998 роках село належало до Серадзького воєводства.

## Демографія
Демографічна структура станом на 31 березня 2011 року:
|          | Загалом | Допрацездатний вік | Працездатний вік | Постпрацездатний вік |
| -------- | ------- | ------------------ | ---------------- | -------------------- |
| Чоловіки | 181     | 35                 | 118              | 28                   |
| Жінки    | 195     | 29                 | 108              | 58                   |
| Разом    | 376     | 64                 | 226              | 86                   |